# (15017) Cuppy
(15017) Cuppy est un astéroïde de la ceinture principale découvert par LONEOS le 22 septembre 1998. Sa désignation temporaire est 1998 SS25. Il est nommé pour l'écrivain humoriste américain Will Cuppy.

## Orbite
Cuppy a un aphélie de 2,70 UA et un périhélie de 1,94 UA. Il met 1295 jours pour faire le tour du Soleil. Son inclinaison est de 6,21°.

## Caractéristiques
Sa magnitude absolue est de 15,1.